# Tanec (Matisse)
Tanec (La Danse) je jeden ze dvou velkých dekorativních panelů, které vytvořil v roce 1910 Henri Matisse na objednávku ruského podnikatele a uměleckého sběratele Sergeje Ščukina, s nímž udržoval přátelské vztahy. Druhým panelem je Hudba. Až do říjnové revoluce v roce 1917 obraz visel spolu s Hudbou na schodišti Ščukinova sídla v Moskvě. Dnes se oba obrazy nacházejí v Ermitáži v Petrohradě.
Kompozice tančících postav je uznávána jako „klíčový bod kariéry (Matissa) i vývoje moderního malířství“. Předběžná verze díla, kterou Matisse vytvořil v roce 1909 jako studii, je v Muzeu moderního umění v New Yorku, kde ji označují jako Dance (I).
Tanec zobrazuje pět tanečních postav, namalovaných sytě červenou barvou, na pozadí velmi zjednodušené zelené krajiny a tmavomodré oblohy. Odrážejí Matissovu rostoucí fascinaci primitivním uměním a používají klasickou fauvistickou barevnou paletu: intenzivní teplé barvy proti chladnému modrozelenému pozadí. Rytmický sled tanečních akcí vyjadřuje pocity emočního osvobození a hédonismu. Obraz je často spojován s Tancem mladých dívek ze slavného baletu Igora Stravinského Svěcení jara. Kompozice tanečních postav připomíná Blakeův akvarel Oberon, Titania a Puck tančí s vílami z roku 1786. 